# Goodbye Country (Hello Nightclub)
Goodbye Country (Hello Nightclub) è il terzo album discografico in studio del duo musicale inglese Groove Armada, pubblicato nel settembre 2001.
Al disco partecipano numerosi musicisti e vocalist: Jeru the Damaja (in Suntoucher), MC M.A.D. (in Superstylin), Tim Hutton (in Drifted, Tuning In and Join Hands), Richie Havens (in Little By Little and Healing), Celetia Martin (in My Friend) e Kriminul (in Raisin' the Stakes). Al brano Edge Hill collabora la Urban Soul Orchestra.
Un'edizione limitata dell'album contiene il CD bonus Socks, Cigarettes and Shipwrecks.

## Tracce
1. Suntoucher – 6:31
2. Superstylin' – 6:00
3. Drifted – 4:54
4. Little By Little – 5:30
5. Fogma – 6:53
6. My Friend – 5:00
7. Lazy Moon – 6:33
8. Raisin' the Stakes – 5:33
9. Healing – 5:52
10. Edge Hill – 7:00
11. Tuning In (Dub Mix) – 4:41
12. Join Hands – 4:00
13. Likwid – 5:21

Socks, Cigarettes and Shipwrecks
1. Superstylin' (G.A. Discotek Mix) – 5:45
2. Moira's Theme – 6:36
3. Mali – 6:30
4. Lazy Moon (live version) – 6:38
5. Rap (G.A. Alternative Mix) – 4:12
6. Your Song (Tim 'Love' Lee's Semi-Bearded Remix) – 7:36
7. A Private Interlude (Kinobe Remix) – 5:40
8. Old Father Rhyme – 4:17
9. My Friend (Dorfmeister vs. Madrid De Los Austrias Dub) – 6:26

## Classifiche
- Official Albums Chart - #5
- Top Electronic Albums - #7
- ARIA Charts - #8
- New Zealand Albums Chart - #1